# 摂津駅
摂津駅（せっつえき）は、大阪府摂津市鶴野1丁目にある大阪モノレール本線の駅である。駅番号は21。
日本国内の鉄道駅において、旧国名と同一の市名を冠する駅で「 - 市駅」ではない駅は現在、北海道にある3駅を除けば当駅のみである。

## 歴史
- 1997年（平成9年）8月22日：大阪モノレール線南茨木 - 門真市間開通と同時に開業[1][2]。
- 2021年（令和3年）12月25日：可動式ホーム柵の使用を開始[5]。

## 駅構造
島式ホーム1面2線を有する高架駅。

### のりば
| ホーム | 路線  | 行先         |
| ------ | ----- | ------------ |
| 1      | ■本線 | 門真市方面   |
| 2      | ■本線 | 大阪空港方面 |

## 利用状況
2022年（令和4年）次の1日平均乗降人員は5,225人（乗車人員：2,602人、降車人員：2,623人）である。また、2023年（令和5年）度の1日平均乗車人員は2,756人で、大阪モノレールの駅全18駅中15位。
開業後の1日平均乗車・乗降人員数の推移は下表の通り。
| 年次   | 1日平均 乗降人員 | 1日平均 乗車人員 | 出典   |
| ------ | ---------------- | ---------------- | ------ |
| 1997年 | 1,752            | 884              | [ 8 ]  |
| 1998年 | 3,568            | 1,792            | [ 9 ]  |
| 1999年 | 4,127            | 2,055            | [ 10 ] |
| 2000年 | 4,287            | 2,109            | [ 11 ] |
| 2001年 | 4,480            | 2,215            | [ 12 ] |
| 2002年 | 4,517            | 2,231            | [ 13 ] |
| 2003年 | 4,719            | 2,235            | [ 14 ] |
| 2004年 | 4,510            | 2,162            | [ 15 ] |
| 2005年 | 4,659            | 2,235            | [ 16 ] |
| 2006年 | 5,001            | 2,367            | [ 17 ] |
| 2007年 | 4,880            | 2,440            | [ 18 ] |
| 2008年 | 4,885            | 2,444            | [ 19 ] |
| 2009年 | 4,875            | 2,435            | [ 20 ] |
| 2010年 | 4,588            | 2,263            | [ 21 ] |
| 2011年 | 4,404            | 2,163            | [ 22 ] |
| 2012年 | 4,866            | 2,252            | [ 23 ] |
| 2013年 | 4,693            | 2,305            | [ 24 ] |
| 2014年 | 4,932            | 2,429            | [ 25 ] |
| 2015年 | 5,075            | 2,459            | [ 26 ] |
| 2016年 | 5,207            | 2,526            | [ 27 ] |
| 2017年 | 5,126            | 2,550            | [ 28 ] |
| 2018年 | 5,221            | 2,602            | [ 29 ] |
| 2019年 | 5,467            | 2,702            | [ 30 ] |
| 2020年 | 4,726            | 2,353            | [ 31 ] |
| 2021年 | 4,985            | 2,486            | [ 32 ] |
| 2022年 | 5,225            | 2,602            | [ 33 ] |

## 駅周辺
当駅のある鶴野地区は、西をモノレールの軌道と並走する大阪中央環状線および近畿自動車道、南西を大正川、南東を安威川で囲まれて摂津市の他地域と隔てられている一方、北は大阪高槻京都線、東は茨木川をはさんで茨木市の南端部と隣接している。
- 摂津市役所
- 摂津市消防本部
- 摂津市水道部
- 安威川流域下水道 中央水みらいセンター
- 摂津市立青少年運動広場 - 摂津まつりの会場となる。
- 摂津市立環境センター
- 摂津市立温水プール
- 摂津市立三宅柳田小学校
- 摂津市立味舌小学校
- 摂津市立摂津小学校
- 摂津市立第三中学校
- 大阪府立摂津高等学校
- 星翔高等学校
- サンケイロジ摂津 - 旧産経新聞北摂工場跡地に建設された物流倉庫。
- ダイエー茨木食品センター
- 日本出版販売関西サービスセンター
- 塩野義製薬摂津工場、医科学研究所
- シオノギファーマ本社
- 独立行政法人高齢・障害・求職者雇用支援機構大阪支部 関西職業能力開発促進センター（愛称：ポリテクセンター関西）
- 摂津市商工会館
- 北大阪流通業務団地
- 摂津医誠会病院
- 大阪府摂津警察署
- 近畿自動車道 摂津北インターチェンジ
- 新幹線鳥飼車両基地
- JR貨物 東海道本線貨物支線 大阪貨物ターミナル駅
- 新幹線公園
- 阪急京都線 摂津市駅とは約1 km離れている（振替輸送先として案内されるが、通常の乗換には南茨木駅が至便）。

## 隣の駅
大阪モノレール
■本線
沢良宜駅 (20) - 摂津駅 (21) - 南摂津駅 (22)